# Ondřej Sekora
Ondřej Sekora (ur. 25 września 1899 w Brnie, zm. 4 lipca 1967 w Pradze) – czeski ilustrator, pisarz i dziennikarz.

## Życiorys

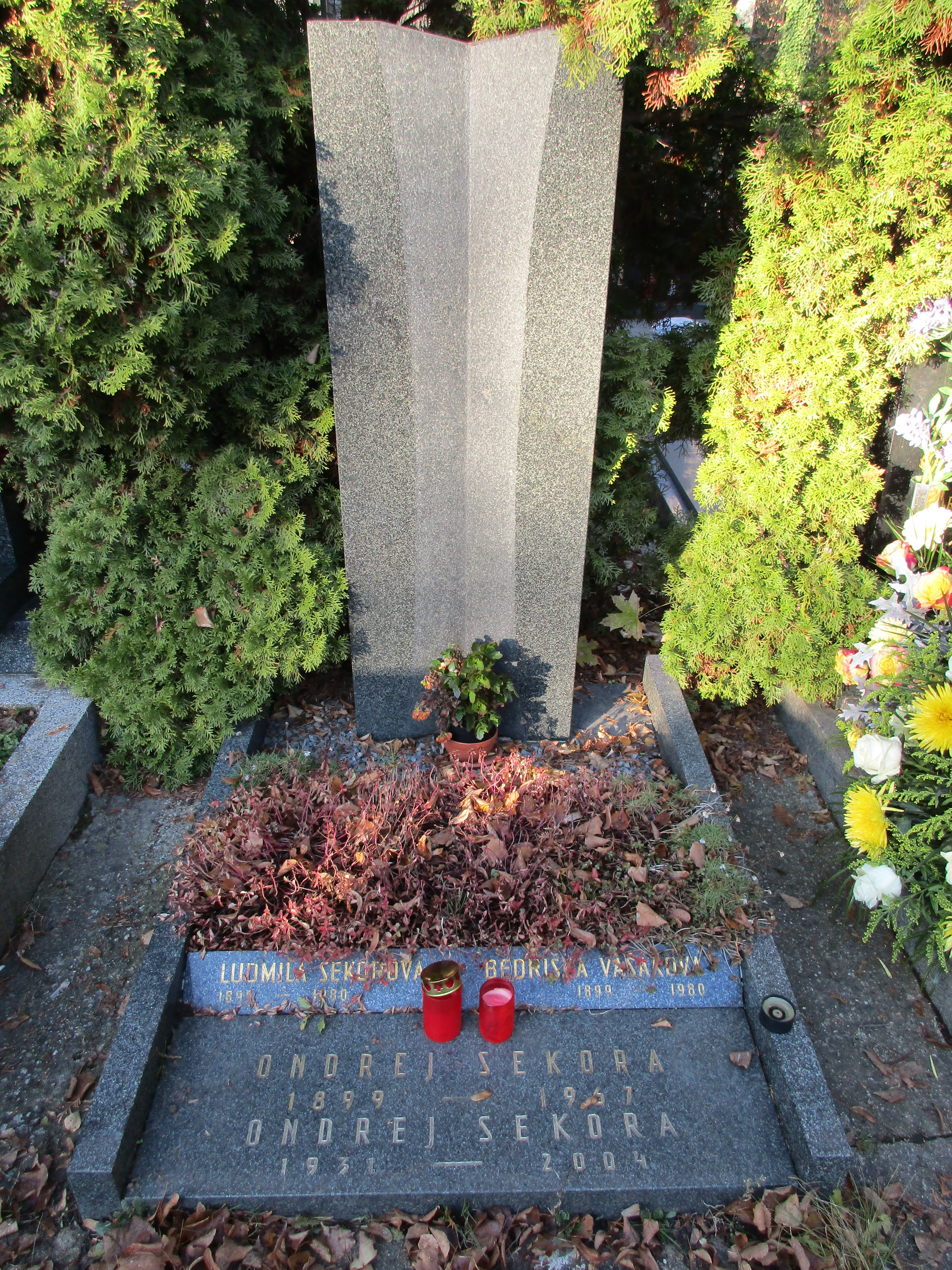
Grób Ondřeja Sekory na cmentarzu Malvazinky

W 1919 roku ukończył gimnazjum w Vyškovie. Rozpoczął studia na Wydziale Prawa Uniwersytetu Masaryka w Brnie, ale zrezygnował z nich i w 1921 roku rozpoczął pracę w tamtejszej gazecie „Lidové noviny”. W 1927 roku gazeta wraz z całym zespołem redakcyjnym przeniosła się do Pragi. Pozwoliło mu to na podjęcie nauki rysunku i malarstwa u profesora Akademii Sztuki, Architektury i Projektowania Arnošta Hofbauera. Stworzył postać Mrówki Ferdy (Ferda Mravenec). Po raz pierwszy komiks pojawił się 22 czerwca 1927 roku w piśmie „Pestrý týden”.
Był dwukrotnie żonaty. Z pierwszą żoną Markétą Kalabusovą rozwiódł się w 1924 roku, rok po zawarciu małżeństwa. W 1931 roku ożenił się po raz drugi z Ludmiłą Roubiczkową. Miał z nią jedynego syna Ondřeja (1931–2004). Ponieważ żona miała pochodzenie żydowskie, w 1941 roku został zwolniony z pracy. W okresie od października 1944 roku do kwietnia 1945 roku był w obozach pracy Klein Stein i Osterode. Po wojnie pracował jako redaktor w czasopismach. Od 1949 roku był kierownikiem działu dziecięcego w wydawnictwie Státní Nakladatelství Dětské Knihy, obecnie Albatros. Zmarł w 1967 roku. Został  pochowany na cmentarzu Malvazinky.
Pamiątki po Sekorze trafiły do Morawskiego Muzeum w Brnie, które w 2015 roku otrzymało korespondencję zawierającą listy do żony i syna z obozu pracy oraz dokumenty osobiste takie jak: świadectwa urodzenia i chrztu, zdjęcia, książki, zagraniczne wydania jego książek i zbiory entomologiczne. Kolekcję przekazała mieszkająca w Szwecji szwagierka syna Sekory Jana Kolarová, ponieważ syn nie miał innych spadkobierców.  W kolejnym roku muzeum otrzymało zestaw nagrań z opowieściami Mrówki Ferdy, fotografie rodzinne oraz wycinki z gazet.

## Rugby

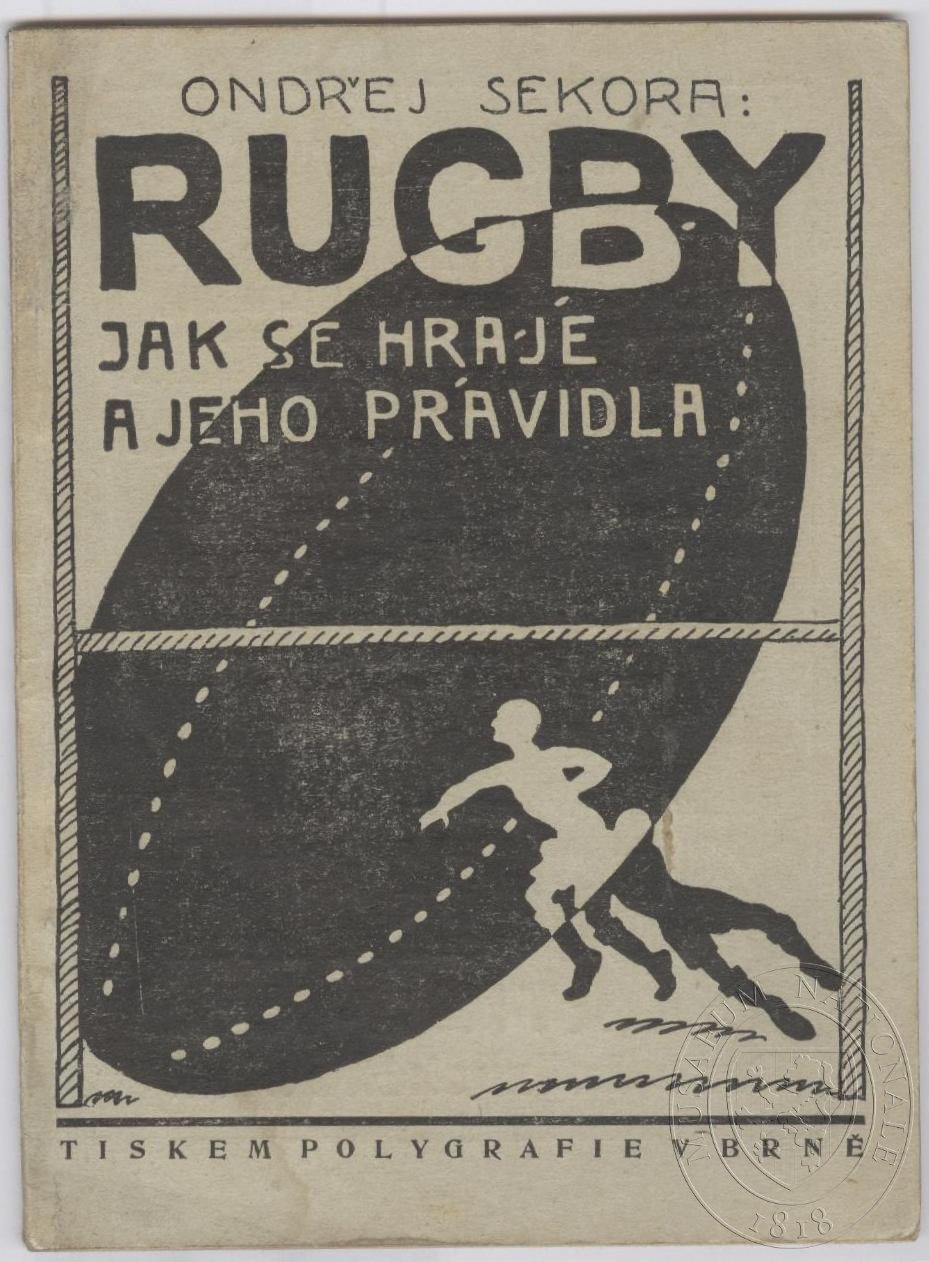
Strona tytułowa Rugby. Jak se hraje a jeho pravidla

W 1923 roku Sekora wyjechał do Francji, gdzie poznał nowy sport – rugby. Wracając, przywiózł do kraju pierwszą piłkę i zasady gry. W 1926 roku z jego inicjatywy powstał w Czechosłowacji związek rugby. 9 maja 1926 roku w Brnie odbył się pierwszy w Czechosłowacji mecz. Wzięły w nim udział drużyny SK Moravská Slavia i AFK Žižka Brno, których trenerem był Sekora. Dodatkowo podczas meczu został sędzią. Sekora opracował też czeską terminologię oraz przetłumaczył zasady gry. W 1926 roku wydał broszurę Rugby. Jak se hraje a jeho pravidla.

## Upamiętnienie
Na cześć Sekory nazwano planetoidę z pasa głównego asteroid 13406 Sekora, odkrytą w 1999 roku.

## Twórczość
- Rugby. Jak se hraje a jeho pravidla[14]
- W 2016 roku zostały wydane dzienniki Deníky Ondřeje Sekory 1944–1945 pisane podczas pobytu Sekory w obozach pracy[16]

W języku polskim zostały wydane:
- Opowiadanie o drzewach i wietrze, Nasza Księgarnia 1951, tłumaczenie Wiera Badalska[17]
- Czy znacie Zenka?, Nasza Księgarnia 1963, tłumaczenie Jadwiga Bułakowska z ilustracjami Zbigniewa Lengrena[18]
- Rozgniewany węgielek, Nasza Księgarnia, tłumaczenie Halina Juszczakowska z ilustracjami Mateusza Gawrysia[19]